# ティルマン・ダーディン
フランク・ティルマン・ダーディン（英語: Frank Tillman Durdin, 1907年3月30日 - 1998年7月7日）は、アメリカ合衆国のジャーナリスト、ニューヨーク・タイムズ海外特派員。日中戦争の南京戦における南京事件について報道したことでも有名。インドシナのヨーロッパ植民地の崩壊や、中華人民共和国の成立なども報道し、1971年にはアメリカ人で初の入国ビザを得た。

## 経歴
テキサス州エルクハート生まれ。テキサスクリスチャン大学卒業後、テキサスとカリフォルニア州の新聞記者となった。1930年から1937年にかけて中国の英語新聞を編集した。
1937年から1961年までニューヨーク・タイムズのアジア、アフリカ、ヨーロッパ特派員となり、国共内戦や太平洋戦争、第一次インドシナ戦争を取材した。台湾の二・二八事件を妻のペギーと報道した。タイムズ編集委員を経て1964年から1967年までオーストラリア南西太平洋特派員となり、バングラデシュ独立などを報道し、1974年に退職するまで香港支局長となった。

## 南京事件の報道
南京戦で日本軍が南京を占領すると、12月15日にアメリカ海軍艦船オアフ (USSOahu PR-6) で南京を離れた。ダーディンの記事は南京事件について最も早いものであると同時に、最も重要な記事の1つともされた。

## 著書
- China and the world,Foreign Policy Association,1953
- Southeast Asia,Atheneum,1965
- The New York Times report from Red China, Quadrangle Books,1971